# Больбелязм однорогий
Больбелязм однорогий (Bolbelasmus unicornis) — вид жуків з родини Geotrupidae, один з понад 30 видів роду больбелязм, один з 11 західнопалеарктичних видів. Європейський вид, центр поширення якого розташований у Тисо-Дунайській низовині, а ареал захоплює захід азійської частини Туреччини. Жук середнього розміру з незвичайною зовнішністю, що приваблювала колекціонерів з початку XIX століття. Спосіб життя больбелязма однорогого маловивчений, відомо лише, що значну частину свого життя цей вид проводить у ґрунті. Занесений до Червоної книги України.

## Морфологічні ознаки
Тіло опукле, округле, блискуче, майже напівкулясте. Забарвлення буре або червонуватокоричневе. Довжина тіла сягає 12-15 мм, за іншими даними від 9,5 до 14,5 мм. У самців на голові є невеликий ріг, передньоспинка з 4 великими горбиками. У самиць голова з 3 ледве помітними потиличними горбиками, передньоспинка без горбиків, лише має гладкий кіль.

## Спосіб життя
Заселяє переважно листяні ліси та лісосмуги. Тип харчування та спосіб розмноження досі не з'ясовано; можливо, фунгіфаг (живиться, мабуть, підземними грибами — Hydnocystis arenaria (Fabr, 1898). Точних даних стосовно розмноження та розвитку виду немає.
Больбелязм однорогий веде прихований спосіб життя: імаго перебувають у ґрунті, лише зрідка недовго літають над поверхнею землі одразу після заходу сонця. Імаго здатні створювати гучні звуки широкого спектру інтенсивності та частоти, частина з яких є сигналами небезпеки та слугують для відлякування хижаків, натомість інші супроводжують звичайну активність жуків. До створення звуків (стридуляції) здатні личинки інших видів жуків роду больбелязм, зокрема B. brancoi.
Больбелязма однорогого поїдають такі птахи як зозуля звичайна, одуд, кібчик червононогий.

### Політ
Попри те, що імаго переважно перебувають у ґрунті, вони вилітають незадовго після заходу сонця. Дуже зрідка їх можна зустріти на поверхні землі в денний час доби. Загалом жуки вилітають за пів години - годину після закату й літають упродовж кількох десятків хвилин (від 4 хвилин до години). Один раз спостерігали масовий виліт жуків приблизно опівночі. Вони літають за температури від 14 до 26 °C, хоча, імовірно, здатні вилітати й за нижчих температур. Вечірній політ обов'язково пов'язаний із попередніми зливами, які промочують ґрунт принаймні на 30 см у глибину. Жуки охоче літають у безвітря, часто кружляють над одним місцем на висоті 20-50 см, за слабкого вітру літають швидше й підіймаються вище, натомість за сильного - не вилітають узагалі. Спостерігалися випадки спільних польотів больбелязмів однорогих з Od. armiger та Och. chrysomeloides (чи O. integriceps). Якщо жуків потривожити, зокрема світлом, під час польоту, вони або падають на землю та намагаються швидко заритися, чи піднімаються вище та летять далі. 

### Живлення та гніздування

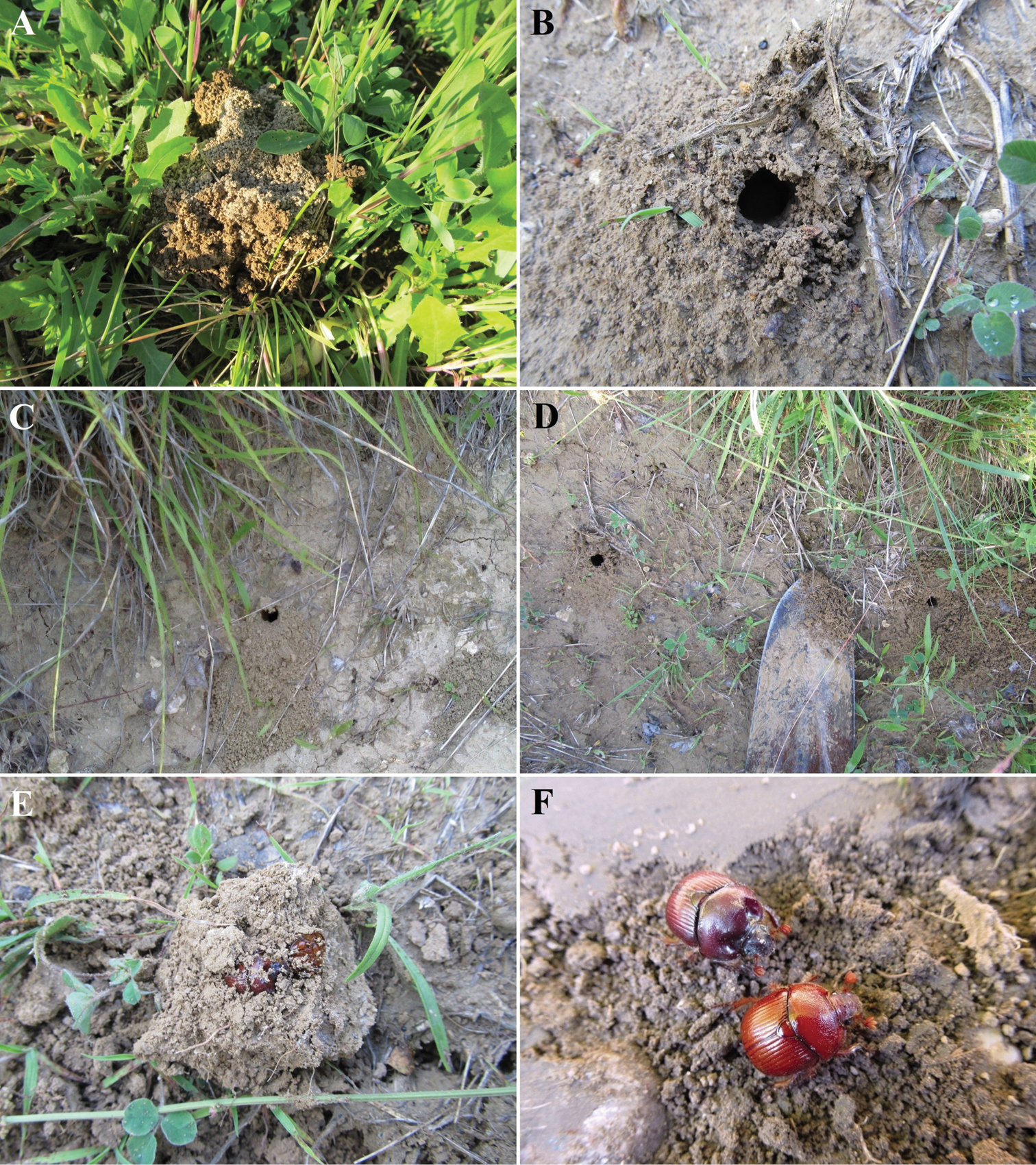
Нірки больбелязма однорогого (Словаччина) та пара жуків, викопані з однієї з них

Больбелязм риє нори глибиною 5-60 см упродовж світлої частини доби. Нори самців звивисті, часто змінюють напрямок з вертикального до горизонтального, нори самок переважно вертикальні та глибші. У сухий період жуки зариваються глибше ніж на 50 см. Іноді в одному ході трапляються 2-3 жуки, навіть однієї статі. Це характерно й для споріднених видів B. gallicus, американських жуків роду Odonteus. Відомі також знахідки больбелязма однорогого разом з Od. armiger та Och. chrysomeloides (чи O. integriceps).
В Угорщині больбелязмів знаходили поблизу плодових тіл трюфеля виду Glomus macrocarpum розміром з ніготь пальця руки. Також в Угорщині та Сербії окремих жуків знаходили на плодових тілах грибів роду Tuber. Таким чином є підтвердження гіпотези про міцетофагію цього виду. Для інших видів родини Bolboceratidae показано живлення жуків грибами, мертвими коренями, гноєм або ж відсутність харчування для імаго. Загалом для великої кількості жуків цієї родини спостерігали відсутність їжі в кишечнику під час польоту чи перебування в ґрунті, що може свідчити про періодичне та необов'язкове харчування. Подібні дослідження з розтином кишечника для больбелязма однорогого невідомі, а нові здійснити неможливо через сувору охорону виду на більшій частині ареалу.

## Ареал
Больбелязм однорогий — це центральноєвропейський вид, з центром поширення в Тисо-Дунайській низовині. Найпівнічніша місцевість, де було його знайдено, Варшава (Польща), а найпівнічніша знахідка на початку XXI століття — Новгород-Сіверський (Україна). Найпівденніша межа ареалу — Денізлі (Туреччина), тоді як найпівденніші знахідки XXI століття відбулися в Бела-Паланці (Сербія) та в Орешаку (Болгарія). Найзахіднішою історичною знахідкою є Мюлуз в Ельзасі (Франція), а сучасними — Брухзаль (Німеччина) та Лерма в Італії. Найсхідніша точка, де було знайдено больбелязма однорогого - село Кочережки на Дніпропетровщині (Україна).

### Центральна і Західна Європа

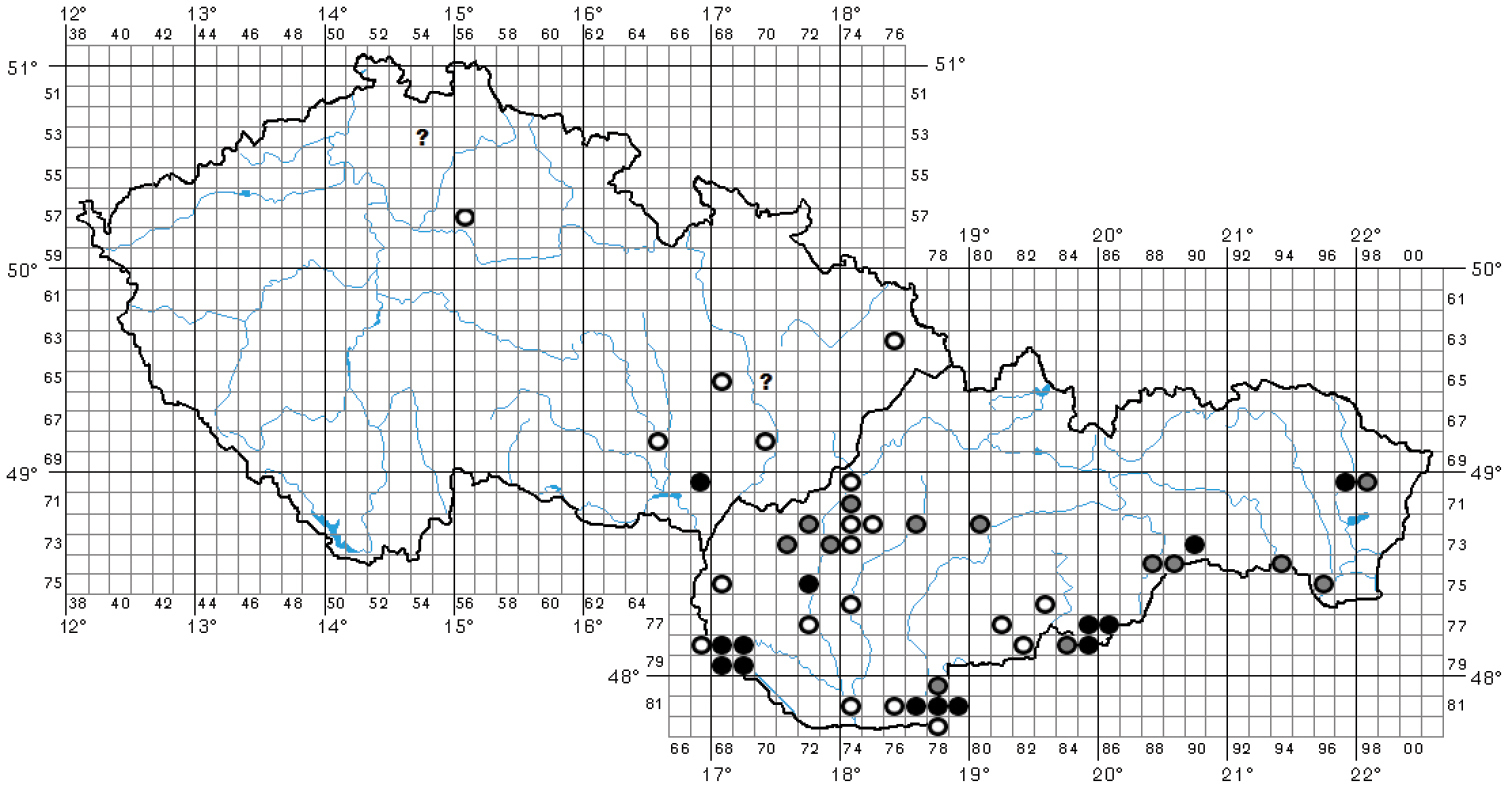
Поширення больбелязма однорогого в Чехії та Словаччині

У Чехії відомий лише з декількох місцевостей, переважно на півдні Моравії, ближче до словацького кордону. Одна знахідка зроблена неподалік Праги на початку XX століття. У Словаччині широко розповсюджений у низовинах, у країні найбільше місцевостей, де наявний больбелязм — 52. У Німеччині окремі екземпляри знаходили на півдні — в Баден-Вюртембергу та Баварії. З Швейцарії відомо 4 екземпляри жуків, що походять з Базеля, Цюриха та Тічіно, усі вони датовані не пізніше XIX століття; у сучасних переліках фауни Швейцарії больбелязма не наводять. У Польщі відомо 6 знахідок, остання з них у 2001 році в заповіднику Гури П'єпжові. В Австрії поширений у 6 з 9 провінцій. В Угорщині вид представлений у 18 з 19 регіонів, найбільше відомих музейних екземплярів походять з цієї країни. У Словенії відомо 5 старих знахідок, нові спроби виявити жука не вдалися через неякісні методи збирання.
У Франції лише поодинокі знахідки, остання з яких датується 1960-ми роками. В Італії поширений на півночі країни.

### Південно-Східна Європа
У Хорватії відомі 4 старі знахідки й одна 2010-х років. У Боснії і Герцеговині наявно 4 старі знахідки. У Сербії відомо 14 локацій. В Албанії відомо кілька знахідок у долині навколо Тирани. Чимало знахідок зроблено на території Румунії, проте все ще досить мало порівняно з сусідньою Угорщиною. У Молдові відомо кілька знахідок упродовж XX століття, найновіша з яких датована 1970 роком. У Туреччині відомі 1 екземпляр з європейської частини та 2 з азійської. У Болгарії виявлено 11 локацій.

### Україна

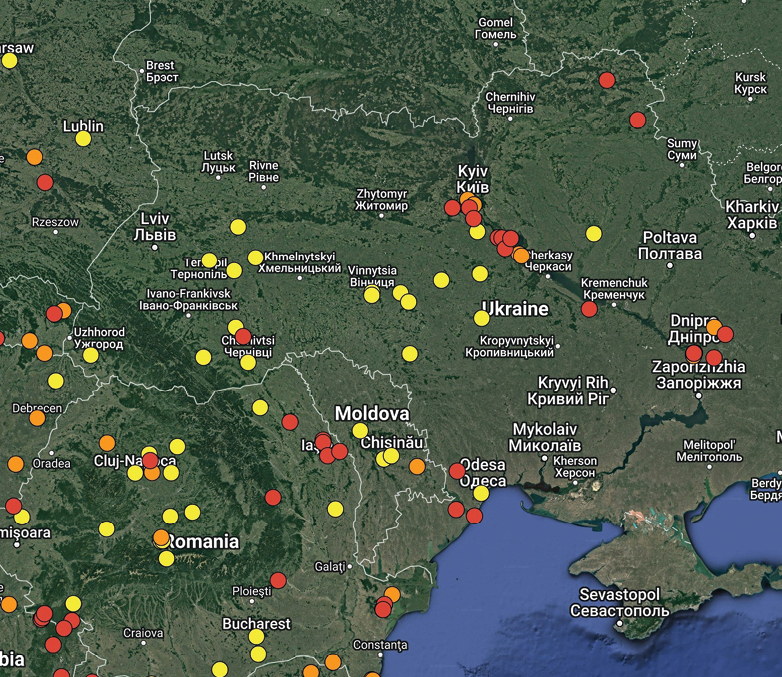
Місця знахідок больбелязма однорогого в Україні

В Україні поширений принаймні у 14 областях. За каталогом 2012 року виявлений у 12 областях: Вінницькій, Волинській, Дніпропетровській, Закарпатській, Івано-Франківській, Одеській, Полтавській, Тернопільській, Київській, Черкаській, Чернігівській, Чернівецькій. Пізніше вид було виявлено також у Сумській і Кіровоградській областях. 2 екземпляри XIX століття, що підписані «Волинь», імовірно зібрані поблизу Кременця в Тернопільській області.

### Сумнівні дані
Деякі автори наводять вид для фауни Англії, проте, імовірно, мова йде про помилково визначений екземпляр. Один екземпляр у Зоологічному музеї Фінляндії підписаний як «Кавказ», без уточнення, де саме був знайдений. Нема знахідок виду й з материкової Греції. Натомість на островах Родос та Крит мешкають близькі види Bolbelasmus nireus та Bolbelasmus keithi. Іноді серед країн ареалу називають Білорусь, Чорногорію і Північну Македонію, але надійні знахідки з цих країн невідомі, хоча больбелязм цілком може бути поширений у Чорногорії та Північній Македонії.

## Охорона
Больбелязм однорогий вважається видом під загрозою вимирання, який може виступати біоіндикатором по всьому ареалу. Через це він охороняється в багатьох європейських країнах. В Україні його занесено до Червоної книги 1996 року. За пропозицією Словаччини його було внесено до Додатків II і IV  Оселищної директиви Європейського Союзу як вид, що потребує суворої охорони. У Німеччині 2021 року больбелязм однорогий внесений до Червоного списку скарабеоїдних жуків у статусі «вимер чи не спостергіається». Імовірно, вид вимер у Франції, Швейцарії, Польщі та Чехії.
Загрозами для виду є отруєння середовища токсинами; надмірний випас худоби, що призводить до пересихання ґрунтів; залісення в невластивих місцевостях, зокрема в степах.
Охорона виду утруднена через недостатнє вивчення його екології та способу життя. Стандартні методи ґрунтових та світлових пасток не дають можливості виявити локальні популяції виду. Більш дієвим є пошук скупчень комах увечері та метод трансектного аналізу. Для ефективної охорони виду потрібно дослідити його життєвий цикл, а це складно зробити ще й через юридичні обмеження захищеного виду.